# Miss República Dominicana 1966
El certamen Concurso de Belleza Señorita República Dominicana fue aguantado el 30 de septiembre de 1966. Había delegadas en el concurso. La ganadora escogida representará la República Dominicana en el Miss Mundo 1966. El resto de la semifinalista fueron a diferente concurso internacionales.

## Resultados
| Resultados                         | Candidatas |
| ---------------------------------- | --- |
| Señorita República Dominicana 1966 | San Juan - Jeanette Montes |
| Primera Finalista                  | La Altagracia - Eva Ferro |
| Segunda Finalista                  | Nueva Era - Clarisa Germán |
| Semi-finalistas                    | Azua - Corina Tejeda Barahona - Fatima Rojas Ciudad Santo Domingo - Sarah Xavier Dajabón - Isaura Ynoa Distrito Nacional - Margarita Rueckschnat Puerto Plata - Ana Ortíz San Cristóbal - Cristiana Hidalgo San Pedro de Macorís - Ynés Vargas Santiago - Tatiana de las Palmas |

### Premios especiales
Mejor Rostro - Eva Ferro (La Altagracia)

Miss Fotogenica - Isaura Ynoa (Dajabón)

Miss Simpatía - Lisa de Abreu (Sánchez Ramírez)

## Candidatas
| Representa           | Candidata                             | Oriunda                      |
| -------------------- | ------------------------------------- | ---------------------------- |
| Azua                 | Corina Magdalena Tejeda Sosa          | Padre Las Casa               |
| Bahoruco             | Claudia Jenifer Henríquez Sandro      | Neiba                        |
| Barahona             | Fatima Lucero Rojas de la Cruz        | Santa Cruz de Barahona       |
| Ciudad Santo Domingo | Sarah Desiree Xavier Tobías           | Santo Domingo                |
| Dajabón              | Isaura Rita Ynoa Frutos               | Dajabón                      |
| Distrito Nacional    | Margarita Rosa Rueckschnat Schott     | Santo Domingo                |
| Duarte               | Sofia Carmen Guerrero Gordón          | San Francisco de Macorís     |
| Espaillat            | Isabela del Carmen Molina Peralta     | Moca                         |
| La Altagracia        | Eva María Ferro Rodríguez             | La Romana                    |
| La Vega              | Ana Andreína Tatis Rodríguez          | Concepción de La Vega        |
| Monte Cristi         | María Altagracia Reynosa Solano       | San Fernando de Monte Cristi |
| Nueva Era            | Clarisa Laura Germán Peralta          | Duvergé                      |
| Pedernales           | Sandra María Espinoza Cardona         | Pedernales                   |
| Peravia              | Marisol del Carmen Reyes Tosado       | Baní                         |
| Puerto Plata         | Ana María Ortíz Mendoza               | San Felipe de Puerto Plata   |
| Salcedo              | María Caridad Espinal Espinal         | Salcedo                      |
| Samaná               | Yurissa Marleny Goico Ramírez         | Santa Bárbara de Samaná      |
| San Cristóbal        | Cristiana Reina Hidalgo Zamora        | Monte Plata                  |
| San Juan             | Jeanette Dotel Montes de Ocoa         | San Juan de la Maguana       |
| San Pedro de Macorís | Ynés Daina Vargas Garoid              | San Pedro de Macorís         |
| San Rafael           | Soraya Agnes Rosario Vargas           | Comenador                    |
| Sánchez Ramírez      | Ana Elisa de Abreu Tavarez            | Fantino                      |
| Santiago             | Tatiana Lilian de las Palmas Cruz     | Jánico                       |
| Santiago Rodríguez   | Catalina Orutea Somaro Zaragoza       | San Ignacio de Sabaneta      |
| Seibo                | Lynedis Fernanda Hernández de la Rosa | Santa Cruz de El Seibo       |
| Valverde             | Denise Cristina de Moya García        | Santa Cruz de Mao            |

## Trivia
- Miss Nueva Era y Miss San Pedro de Macorís entró al Miss República Dominicana 1962.
- Miss La Altagracia entró al Miss República Dominicana 1964.
- Miss San Juan de la Maguana entró al Miss República Dominicana 1965.
- Miss Distrito Nacional entraría y ganaría Miss República Dominicana 1967.
- Miss Puerto Plata entraría y ganaría Miss República Dominicana 1968.